# Слюзар Дмитро Йосипович
Дмитро́ Йо́сипович Слю́зар (псевдо: «Арпад», «Золотар», «Кметь»; нар. 6 листопада 1919, Бортники, Ходорівщина, нині Жидачівський район — пом. 19 грудня 1945, присілок Бесіди, нині Жовківський район, Львівська область) — український державний та військовий діяч, майор-політвиховник УПА, обласний провідник ОУН Львівщини, крайовий провідник ОУН Львівського краю. Лицар Золотого Хреста Заслуги 1 клясу.

## Життєпис

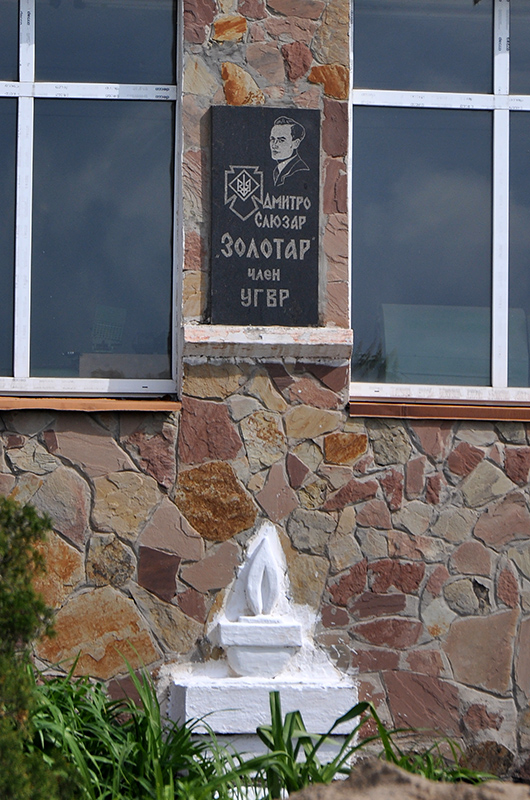
Меморіальна таблиця на школі в с. Бортники

Батько його на той час був заможним господарем, дякував, очолював місцеву читальню «Просвіти». Крім нього, сім'я виховувала ще п'ятьох дітей. Закінчив 4 класи початкової школи в Бортниках, батьки посилають на навчання в Рогатинську Українську гімназію, згодом перейшов до Ходорівської гімназії.
За зв'язок з товариством «Пласт» та юнацькою ОУН, керівництво гімназії не допускає Дмитра до здачі матури, одначе він добивається свого і гімназію закінчив екстерном. До Львівського університету польська влада не допустила через підозру в належності до ОУН.
Восени 1939 року поступає на юридичний факультет Львівського університету. Але вже 6 вересня 1940 арештований; на допитах не назвав жодного прізвища.
Протягом Процесу 59-и в січні 1941 нічого не просив, виказав своє вороже ставлення до радянської влади; засуджений до смертної кари.
Громадськість на чолі з професором К.Студинським домоглася заміни двадцяти підсудним смертної кари на табори i заслання, Дмитру замінено на 10 років таборів, війна Слюзара застала в дорозі на Сибір.
Був розміщений з групою ув'язнених в тюрмі у Бердичеві, 5 липня при наближенні фронту НКВД намагалося знищити бранців — підпалили тюрму, закидавши її гранатами, частині з них вдалося вирватися. Пробирались окремими групами через лінію фронту до Львова.
Обласний провідник ОУН Львова в 1942—1943 роках. Того ж року одружився з ходорівчанкою Геваницькою Іриною; вона стає його зв'язковою.
Брав участь у формуванні ініціативного комітету по створенню УГВР; 7 липня 1944 року стає провідником ОУН Львівської області.

## Загибель
Постій боївки у селі Бесіди Жовківського району видала зрадниця. 18 грудня 1945 року боївку оточили облавники. Бій тривав дві годи. У бою з Дмитром Слюзаром-«Золотарем» також загинули: член штабу воєнної округи «Буг» Михайло Грицина-«Чайчук», надрайонний провідник Петро Вітюк-«Володимирко» та господар Дмитро Сулик, в хаті якого перебували повстанці. Тіла полеглих забрали до тодішнього райцентру Великі Мости. На місці бою нині встановлено хрест. Місце поховання Дмитра Слюзара невідоме.

## Нагороди
- Згідно з Постановою УГВР від 8.02.1946 р. і Наказом Головного військового штабу УПА ч. 1/46 від 15.02.1946 р. керівник Львівського крайового проводу ОУН Дмитро Слюзар — «Золотар» нагороджений Золотим хрестом заслуги УПА.

## Вшанування пам'яті
- У Бортниках Дмитру Слюзару встановлено пам'ятник.
- 8 листопада 1993 року Бортниківській середній школі, у якій навчався Дмитро Слюзар, присвоїли його ім'я[3].
- 20.05.2018 р. від імені Координаційної ради з вшанування пам'яті нагороджених Лицарів ОУН і УПА у м. Жидачів Львівської обл.  Золотий хрест заслуги УПА (№ 023) переданий Анні Сов'як, племінниці Дмитра Слюзара — «Золотаря».